# Sretenskij Bul'var
Sretenskij Bul'var (in russo Сретенский Бульвар?) è una stazione della Metropolitana di Mosca, situata sulla Linea Ljublinsko-Dmitrovskaja. La costruzione, iniziata verso la fine degli anni ottanta, è stata frequentemente interrotta, a causa dei continui tracolli finanziari. Solo nel 2004 i lavori sono ripresi a pieno ritmo, e ciò ha permesso l'apertura della stazione il 29 dicembre 2007.

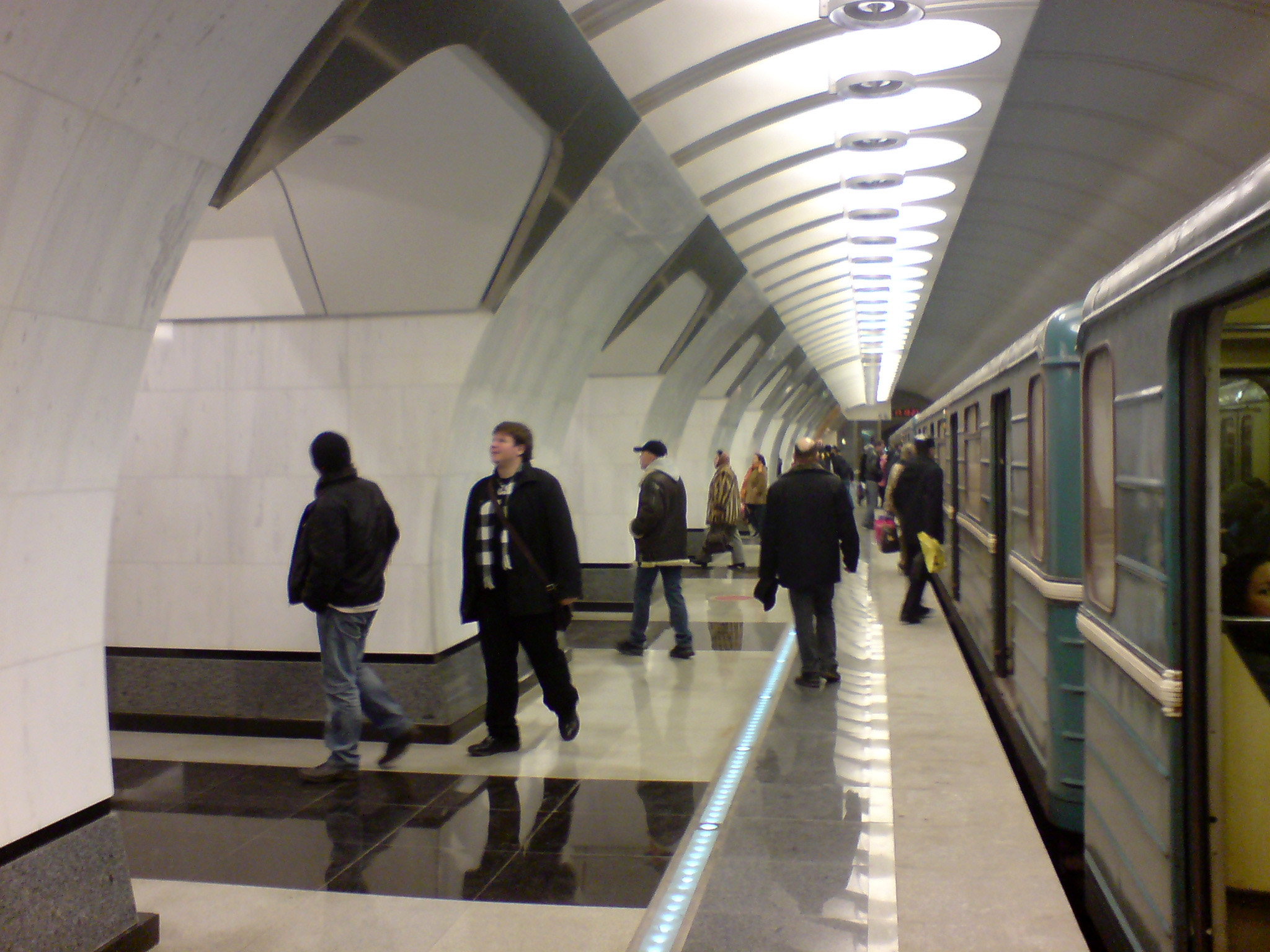
La banchina.

L'apertura della stazione, data la sua importanza, è stata a lungo attesa, in quanto permette l'interscambio con altre due stazioni: Čistiye Prudy sulla Linea Sokol'ničeskaja e Turgenevskaja sulla Linea Kalužsko-Rižskaja. Il traffico di passeggeri previsto è di 10.800 persone all'ora in entrata e 20.100 in uscita, il che ha permesso l'alleggerimento della Linea Kol'cevaja, e in particolare della tratta Komsomolskaja —Kurskaja.
La stazione, disegnata dagli architetti N.Shumakov e G.Moon, presenta il design standard della linea Ljublinskaja, con la base su un piano di cemento monolitico. Sulle volte è impiegato Vetroresina bianco, sia nelle banchine che nel corridoio centrale, ma anche nei soffitti dei corridoi di trasferimento; il materiale serve anche come idroisolamento. Inizialmente si pensò di caratterizzare la stazione con una serie di sculture in bronzo e roccia alte tre metri all'interno delle trenta nicchie all'interno delle colonne, con illuminazione dal basso verso l'alto. Di recente è però emerso che il progetto sarebbe troppo costoso, pertanto il design dei pilastri è stato modificato. Il rivestimento dei pilastri è in marmo e rame; il marmo bianco è impiegato anche sul pavimento.
Ci sono due scale mobili a entrambi i lati della stazione: una direttamente collegata a Čistiye Prudy, mentre l'altra collegata con Turgenevskaja, oltre che con la superficie. L'ingresso è situato sotto piazza Turgenevskaja, all'inizio di viale Akademika Sacharova, presso viale Sretenskij, da cui la stazione prende nome.